# California Institute of Technology
A California Institute of Technology (magyarul: Kaliforniai Műszaki Egyetem, gyakori angol rövid nevén Caltech) az Egyesült Államok egyik magánegyeteme,  a kaliforniai Pasadena városban található Los Angeles közelében. Vezető kutatóegyetem, fő kutatási területei a természettudományok és a műszaki tudományok. A Caltech vezeti a Jet Propulsion Laboratory-t, amely 1958-ban lett a NASA egyik űrközpontja.
283 professzorral és 2172 hallgatóval (2003) elég kicsi egyetemnek számít, mégis jelentős számú Nobel-díjas hallgatója és oktatója van.

## Híres hallgatók
- Bejczy Antal, a Sojourner Mars-szonda tervezője
- Carl David Anderson, BS 1927, PhD 1930 – fizikai Nobel-díj (1936), pozitron
- Donald Arthur Glaser, PhD 1950 – fizikai Nobel-díj (1960), buborékkamra
- Donald Knuth, PhD 1963 – számítástudomány, a TeX szedőnyelv készítője
- Benoît Mandelbrot, Eng 1949 – a fraktálgeometria úttörője
- John McCarthy, BS 1948 – computertudomány, a Lisp programozási nyelv kifejlesztője
- Gordon E. Moore, PhD 1954 – az Intel egyik alapítója a Moore-törvény megalkotója
- Linus Pauling, PhD 1925 – kémiai (1954) és béke Nobel-díj (1962)
- Leo James Rainwater, BS 1939 – fizikai Nobel-díj (1975)
- William Bradford Shockley, BS 1932 – fizikai Nobel-díj 1956, tranzisztor
- Robert Woodrow Wilson, PhD 1962 – fizikai Nobel-díj 1978, Kozmikus mikrohullámú háttérsugárzás

## Az egyetem elnökei
- Robert A. Millikan (1921–1945), kísérleti fizikus, fizikai Nobel  díj : 1923
- Lee A. DuBridge (1946–1969), kísérleti fizikus
- Harold Brown (1969–1977), fizikus
- Robert F. Christy (1977–1978), asztrofizikus
- Marvin L. Goldberger (1978–1987), elméleti fizikus
- Thomas E. Everhart (1987–1997), kísérleti fizikus
- David Baltimore (1997–2006), molekularis biologus, orvosi és fiziológiai Nobel díj : 1975
- Jean-Lou Chameau (2006–2013), francia mérnök
- Thomas Felix Rosenbaum (2014–jelenleg) amerikai fizikus

## Híres munkatársak
- Carl David Anderson – fizikai Nobel-díj (1936), pozitron
- Max Delbrück – orvosi Nobel-díj (1969)
- Richard Feynman – fizikai Nobel-díj (1965), Feynman-gráf, kvantum-elektrodinamika
- Murray Gell-Mann – fizikai Nobel-díj (1969), kvarkok
- Kármán Tódor – aerodinamika, rakétakutatás
- Robert Millikan – fizikai Nobel-díj (1923), elemi töltés
- Rudolf Mössbauer – fizikai Nobel-díj (1961)
- Robert Oppenheimer (Manhattan terv)
- Linus Pauling – kémiai (1954) és béke Nobel-díj (1962)
- Charles Francis Richter – a Richter-skála megalkotója
- Hugh David Politzer – fizikai Nobel-díj 2004, erős kölcsönhatás
- Maarten Schmidt – kvazárokat fedezett fel
- John Schwarz – fizikus, a húrelmélet egyik kidolgozója
- Stephen Hawking - fizikus, vendégprofesszor

## Magyar vonatkozás
- Kármán Tódor vezette a Caltech  Aerodinamikai Kutatóintézetét (GALCIT).[1]
- Bejczy K. Antal a Caltech nyugdíjazott fizikaprofesszora (professor emeritus) és nyugalmazott kutató a Jet Propulsion Laboratory-ban (Sugárhajtású Laboratórium). A Mars bolygót vizsgáló „Nyomkereső“ tervezője[2]
- Gyulai József akadémikus 1969-ben ösztöndíjjal bekerült az ionimplantációs kutatások felé mozduló Caltech-gárdába, amelyet Jim Mayer professzor vezetett.[3]

## Érdekességek
- Részben itt játszódik Agymenők című amerikai szituációs komédia.

## Tagság
Az egyetem az alábbi szervezeteknek a tagja:
- ORCID
- Digitális Könyvtárak Szövetsége
- LIGO Tudományos Együttműködés
- arXiv
- Association of American Universities
- Amerikai Oktatási Tanács
- Higher Education Leadership Initiative for Open Scholarship
- Research Data Alliance
- Információhálózati Koalíció
- National Digital Stewardship Alliance
- Council on Governmental Relations

## Leányszervezetek
Az egyetem alá az alábbi szervezetek tartoznak:
- Resnick Sustainability Institute for Science, Energy and Sustainability, California Institute of Technology
- Caltech Submillimeter Observatory
- Keck Institute for Space Studies
- Guggenheim Aeronautical Laboratory

## Ingatlanok és szervezetek
Az egyetem alá az alábbi ingatlanoknak és szervezeteknek a tulajdonosa:
- Palomar Obszervatórium